# Nils Gustafsson
Nils Wilhelm Gustafsson (født 10. maj 1942 i Vantaa, Finland) er den eneste overlevende fra Bodom-mordene i Finland i 1960. Gustafsson var buschauffør og havde levet et normalt liv indtil 2004, hvor han blev arresteret på mistanke for mordene.
I slutningen af marts 2004, næsten 44 år efter begivenheden, blev Gustafsson arresteret af politiet på grundlag af en mistanke om at han var morderen. I starten af 2005 erklærede den finske efterretningstjeneste at sagen var genåbnet på grund af nye analyser af blodspor fundet på gerningsstedet. Disse analyser krævede DNA-tests, en teknik som ikke var opfundet i 1960'erne. Ifølge politiets teori havde Gustafsson et anfald af jalousi vedrørende et af ofrene, Irmeli Björklund, hans kæreste. Björklund blev stukket femten gange, mens de to andre teenagere ikke havde været lige så groft mishandlede. Gustafsson havde også selv alvorlige sår.
Retssagen startede 4. august 2005. Anklageren gik efter livstid og anklagede ham for alle tre mord. De påstod at den nye undersøgelse af de gamle beviser ved brug af moderne teknikker, pegede direkte på ham. Forsvaret mente modsat at drabene var begået af en eller flere fremmede, og at Gustafsson havde fået den samme form for skader som de andre ofre, og derfor ikke ville have været i stand til at dræbe tre mennesker. Gustafsson skulle angiveligt have indrømmet til en politimand efter sin anholdelse, at han havde begået mordene og skulle angiveligt have sagt "Gjort er gjort, jeg får 15 år." Dommeren afviste dog dette, og der fremkom anklage om mened.
7. oktober 2005 blev Gustafsson frikendt for alle anklager. Han blev tildelt 44.900 € i skadeserstatning for hans tid i fængsel, samt for svie og smerte.